# Riserva naturale Valle Bova
La Riserva naturale Valle Bova è un'area naturale protetta di 391,26 ha della provincia di Como, interamente compresa nel territorio del comune di Erba, alla base del cosiddetto Triangolo Lariano. Fu istituita con il decreto del consiglio regionale 438 del 25 settembre 2007.
La valle prende il nome dal torrente che la percorre per intero, la Bova. 
Conosciuta soprattutto per la presenza di una grotta dalle dimensioni ciclopiche chiamata buco del piombo, la Valle Bova è da sempre frequentata da molti turisti. Il sentiero principale, che costeggia il letto del torrente Bova, parte in località Canova, a Crevenna, frazione del comune di Erba.

## Caratteristiche
La Valle, con un'ampiezza di 391 ha, si estende a partire dalla località di Crevenna, a Erba, e termina più a monte con l'Orrido di Caino, una stretta fessura formatasi tra due massi, dove nasce appunto il torrente Bova, che a valle confluisce nel fiume Lambro.
Il sentiero che percorre la valle è principalmente in pianura, con dei piccoli tratti di salita o discesa. Esso è collegato a diversi percorsi che portano sui monti che si trovano tra Albavilla ed Erba. I sentieri principali conducono:
- Eremo di San Salvatore: Eremo medioevale situato nel comune di Erba.
- Croce Pessina: Cima del monte che sovrasta la frazione di Crevenna. In loco si possono vedere la Croce e la Campana, posizionate negli anni Ottanta dai Crevennesi. Nel mese di Luglio, in occasione della festa patronale di Santa Maria Maddalena, la popolazione di Crevenna si ritrova alla Croce Pessina per la celebrazione della Messa e per un pranzo comunitario.
- Località Salute: posta in comune di Albavilla, è da dove partono i sentieri principali per Capanna Mara e per il Monte Palanzone.
- Buco Del Piombo
- Capanna Mara: rifugio posto a circa 1000 m s.l.m., crocevia di diversi sentieri che percorrono tutto il Triangolo Lariano. Essa è locata nel comune di Erba.

La Valle Bova è composta di una folta vegetazione costituita prevalentemente da Betulle, Querce e Faggi oltre alla persistente presenza di Castagni. In Autunno c'è una buona presenza di funghi, mentre d'Estate si possono notare molte specie di Fiori. 
La Fauna invece è composta principalmente da uccelli di ogni genere, tra cui anche alcuni Falchi. La Fauna acquatica invece è ricca di pesci, come Cavedani, Trote e Lucci. Sono presenti anche animali anfibi come le salamandre.
In fondo alla valle, poco prima dell'Orrido di Caino, c'è un ponte, chiamato ponte di Legno, che congiunge le rive del torrente e che sovrasta una grossa pozza. Vicino al ponte sono situate, una per sponda, due scale:
- Scala di Ferro: Scala a due rampe costruita in ferro. Una volta saliti e arrivati alla sommità, un sistema di camminamenti artificiali a sbalzo, protetti da ringhiere,  porta all'Orrido di Caino.
- Scala di Legno: Scala a tre rampe, costituita di legno. Una volta raggiunta la sommità della scala, parte il sentiero che porta alla località Salute.

Le scale sono praticabili in sicurezza solo se in possesso di attrezzature idonee quali corde e sono percorribili solo da Escursionisti Esperti, soprattutto per la scala di legno, la quale per raggiungerla si ha dapprima un sistema di catene a roccia, per poi proseguire sulla scala a sbalzo sul vuoto. Per lo più, il sentiero che conduce alla Salute è molto pericoloso perché anch'esso a sbalzo su un burrone di 30-40 m nei punti più alti.

## Galleria d'immagini

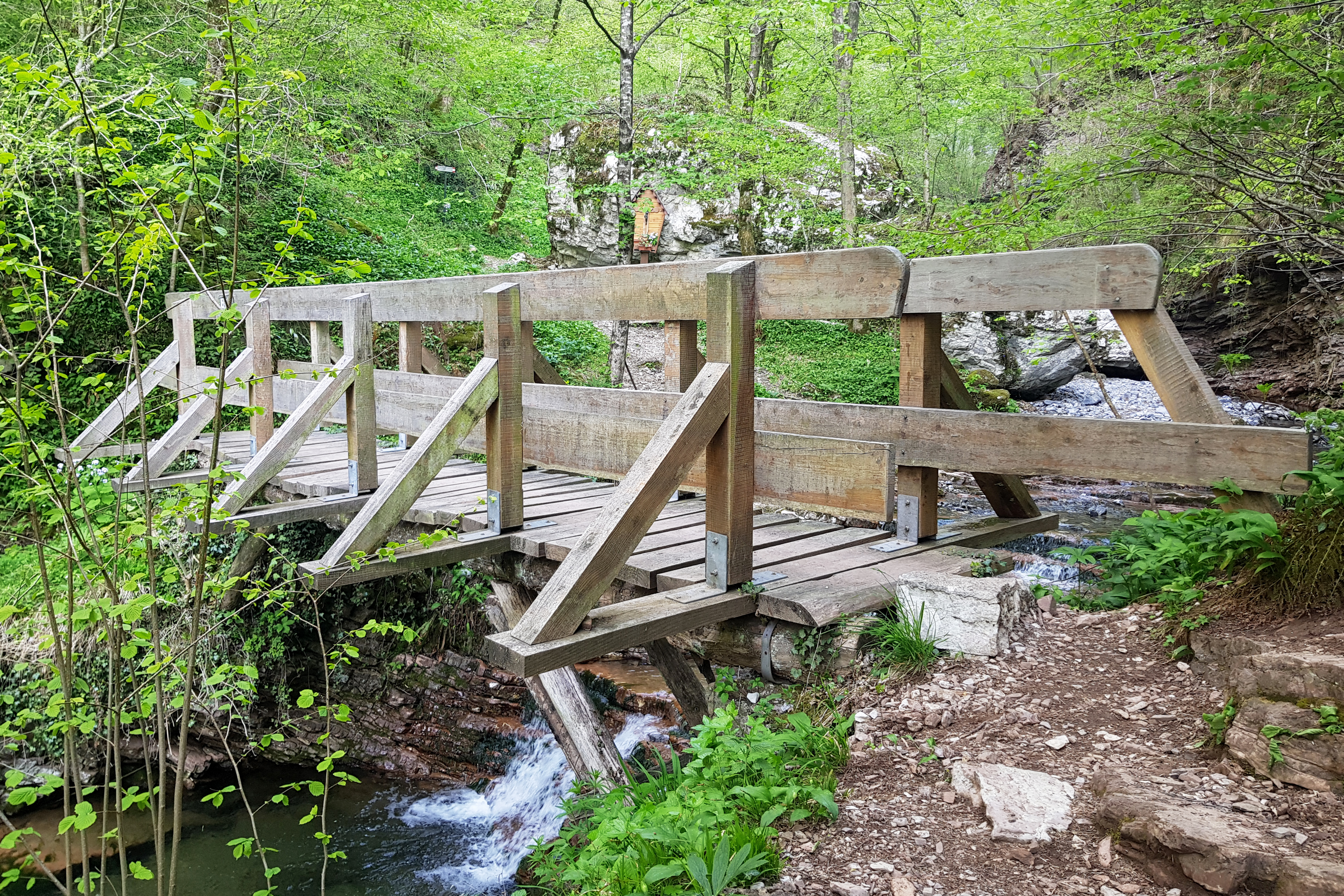
Ponte di legno sul torrente Bova
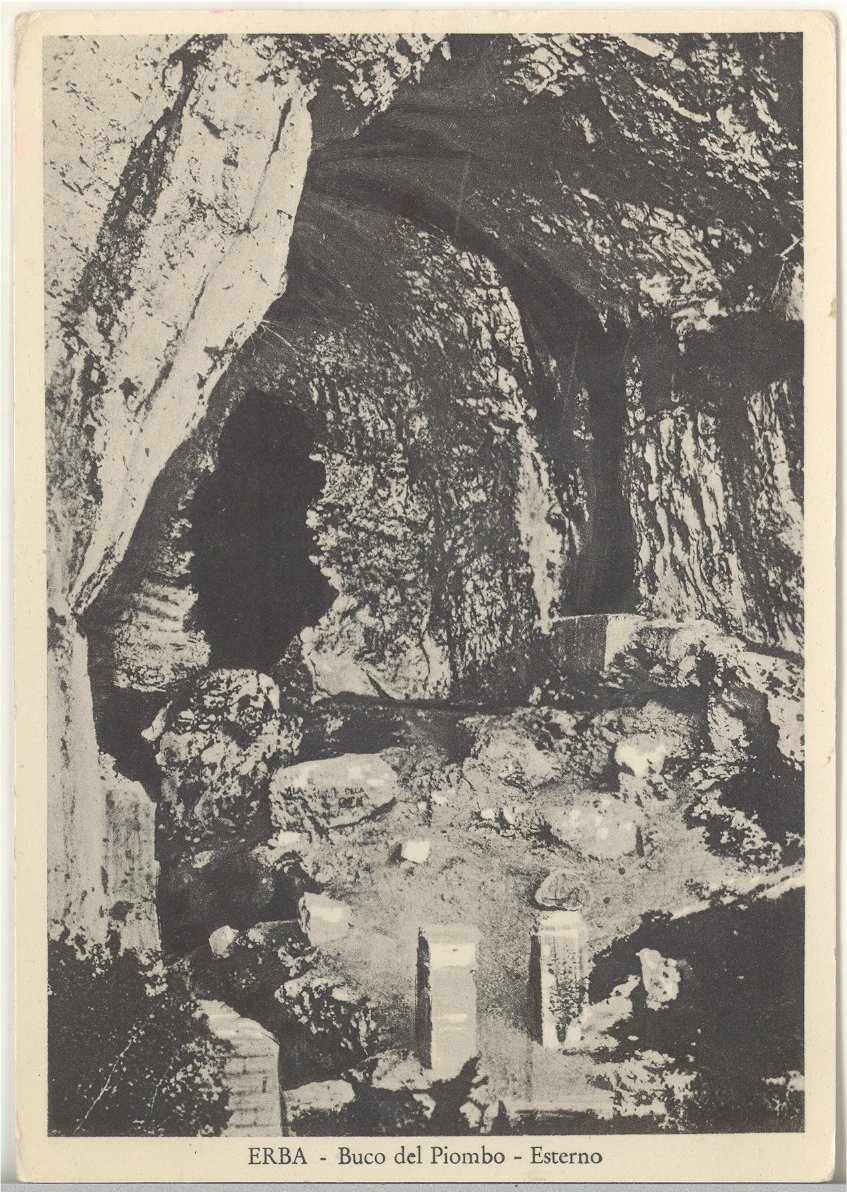
Una cartolina del 1952 ritrare il Buco del piombo
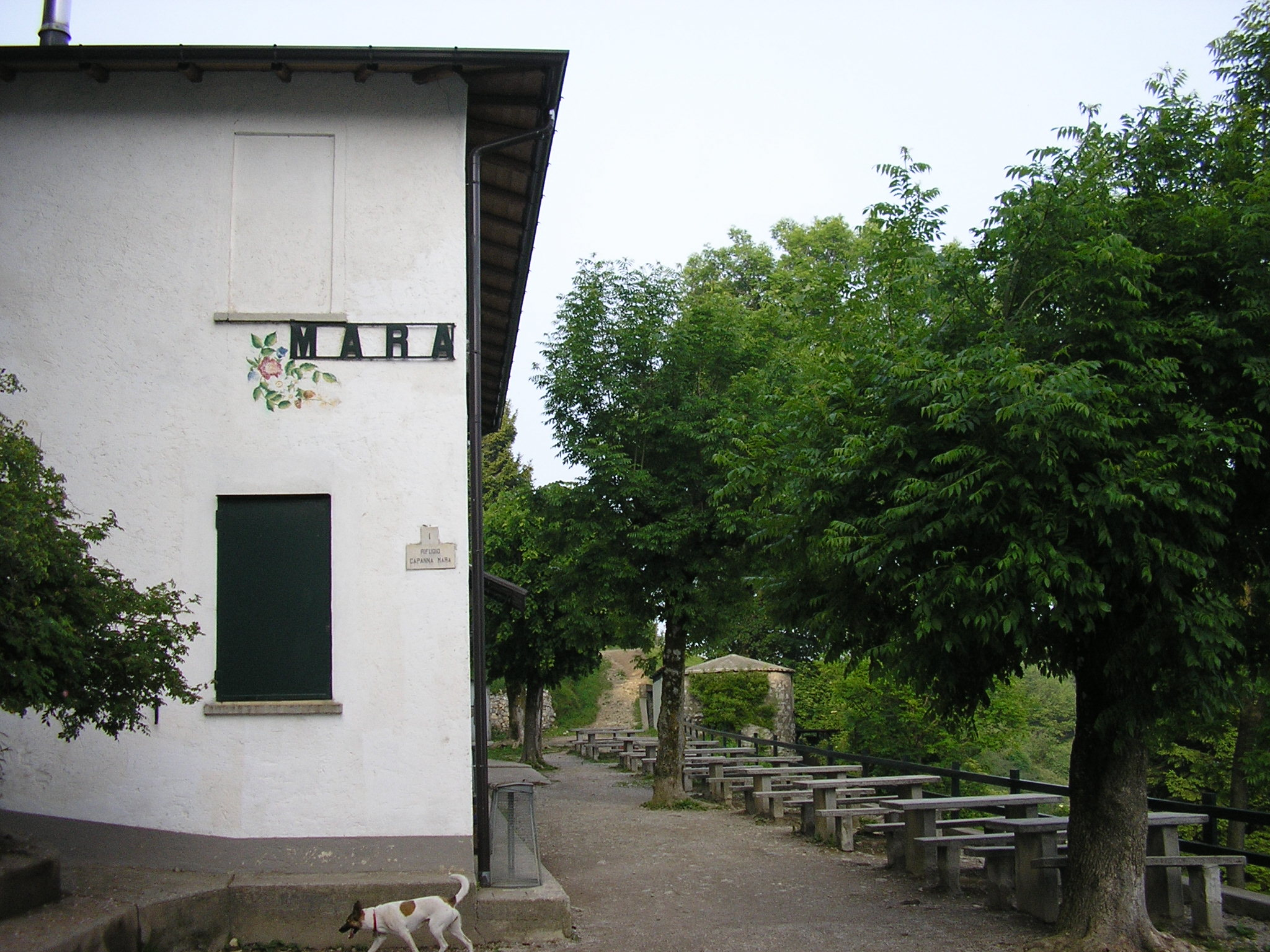
Il rifugio Capanna Mara
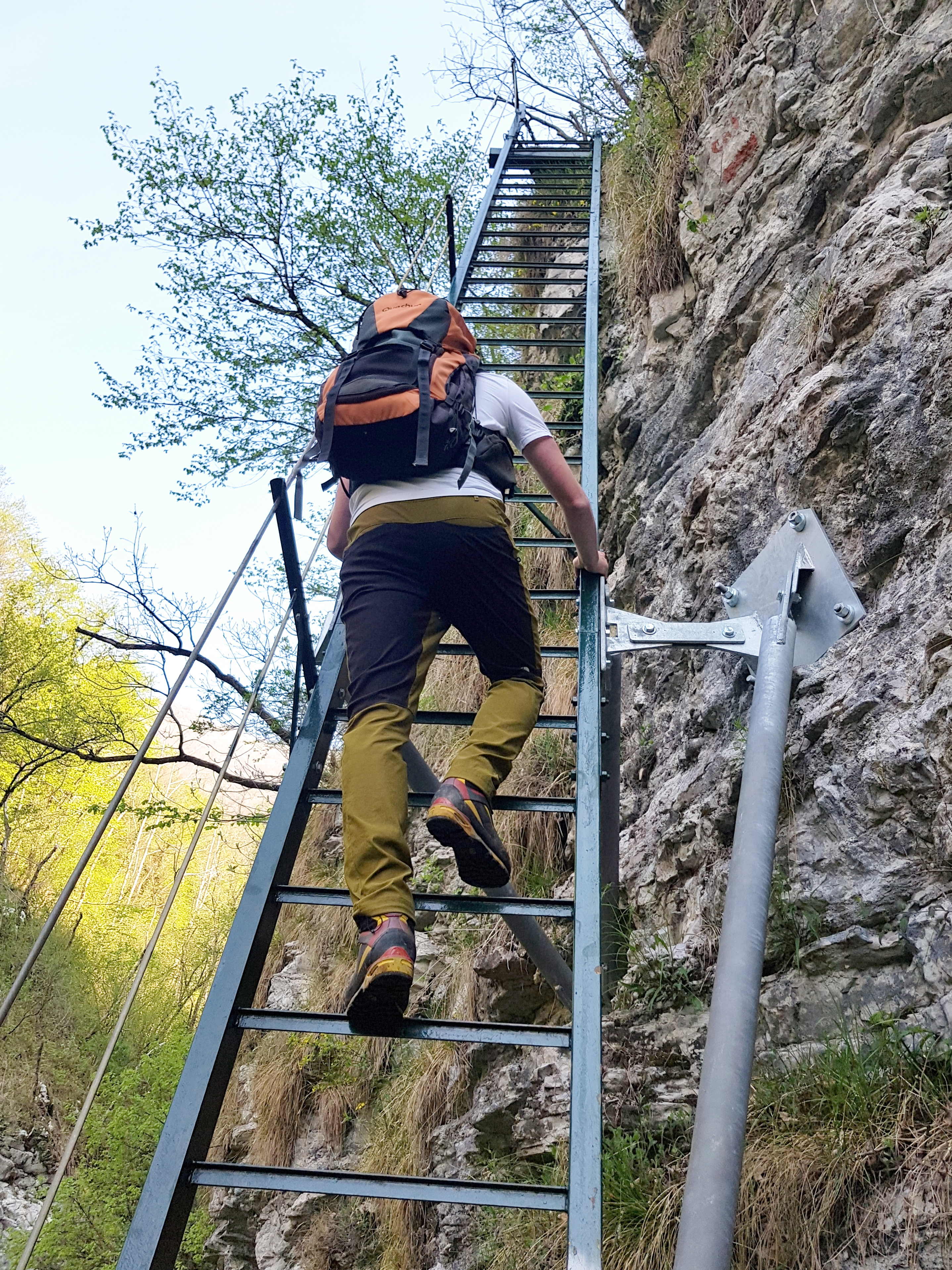
Salendo sulla "Scala di Ferro"